# Bataille de Tulagi et Gavutu–Tanambogo
Pour les articles homonymes, voir Invasion de Tulagi (1942).
Seconde Guerre mondiale
Batailles
Campagne de Guadalcanal

Terrestres : 
- Tulagi et Gavutu–Tanambog
- Tenaru
- Edson's Ridge
- Rivière Matanikau
- Henderson Field
- Offensive de la Matanikau
- Koli Point
- Carlson's patrol
- Monts Austen

Navales :
- Île de Savo
- Salomon orientales
- Cap Espérance
- Îles Santa Cruz
- Bataille navale de Guadalcanal
- Tassafaronga
- Ke
- Îles de Renell

La bataille de Tulagi et Gavutu-Tanambogo est une bataille de la campagne de Guadalcanal faisant partie elle-même de la Campagne des îles Salomon, livrée du 7 au 9 août 1942.
Les Américains (3 000 Marines) débarquent sur Tulagi, Gavutu et Tanambogo, s'emparant de ces trois îles qui abritaient une base navale et d'hydravions de la marine impériale japonaise. La garnison japonaise (886 soldats) qui armait la base, pourtant mal équipée et en infériorité numérique, décida de se battre jusqu'au dernier homme et offrit une résistance acharnée aux Américains. Seulement 20 soldats japonais se rendirent aux forces alliées. Malgré ces quelques difficultés, Tulagi est prise le 8 et Gavutu-Tanambogo le 9 août. Environ 80 Japonais s'échappèrent à la nage vers l'île de Florida, où ils furent découverts et tués par des patrouilles de Marines dans les deux mois qui suivirent.
Ce débarquement, avec celui sur l'île voisine de Guadalcanal (où les Japonais étaient en train de construire un aérodrome et qui rencontrera initialement bien moins de résistance, si ce n'est la difficulté de progresser à travers la forêt tropicale), marque le début de la campagne de Guadalcanal et d'un tournant de la Guerre du Pacifique.
Tulagi servira par la suite de base navale et de ravitaillement pour les PT boats américains, mobilisés afin d'éviter que les Japonais ne renforcent et ravitaillent leurs forces sur Guadalcanal par la mer (Tokyo Express).